# Омаедзакі (Сідзуока)
Омаедза́кі (яп. 御前崎市, おまえざきし, МФА: [oma.ed͡zakʲi̥ ɕi]?) — місто в Японії, в префектурі Сідзуока. Розташоване в південній частині префектури, на березі Тихого океану.    Отримало статус міста 2004 року. Площа становить 65,86 км². Станом на 1 серпня 2011 року населення складало 34 309  осіб, густота населення — 521 осіб/км².  Основою економіки є сільське господарство, рибальство, вирощування чаю і динь, комерція.  В місті розташовані Хамаоцька АЕС, мис Омаедзакі. 

## Клімат
Місто знаходиться у зоні, котра характеризується вологим субтропічним кліматом. Найтепліший місяць — серпень із середньою температурою 26.7 °C (80 °F). Найхолодніший місяць — січень, із середньою температурою 6.7 °С (44 °F).
| Клімат Омаедзакі        | Клімат Омаедзакі | Клімат Омаедзакі | Клімат Омаедзакі | Клімат Омаедзакі | Клімат Омаедзакі | Клімат Омаедзакі | Клімат Омаедзакі | Клімат Омаедзакі | Клімат Омаедзакі | Клімат Омаедзакі | Клімат Омаедзакі | Клімат Омаедзакі | Клімат Омаедзакі |
| Показник                | Січ.             | Лют.             | Бер.             | Квіт.            | Трав.            | Черв.            | Лип.             | Серп.            | Вер.             | Жовт.            | Лист.            | Груд.            | Рік              |
| Абсолютний максимум, °C | 17               | 17               | 22               | 22               | 25               | 31               | 32               | 33               | 31               | 31               | 26               | 21               | 33               |
| Середній максимум, °C   | 9                | 10               | 12               | 17               | 20               | 23               | 26               | 28               | 26               | 21               | 17               | 12               | 18               |
| Середня температура, °C | 6                | 6                | 10               | 14               | 18               | 21               | 25               | 26               | 23               | 19               | 14               | 8                | 16               |
| Середній мінімум, °C    | 3                | 3                | 6                | 11               | 15               | 19               | 22               | 23               | 21               | 16               | 11               | 5                | 13               |
| Абсолютний мінімум, °C  | −2               | −5               | −2               | 1                | 8                | 12               | 17               | 19               | 13               | 7                | 2                | −2               | −5               |
| Норма опадів, мм        | 70               | 90               | 160              | 190              | 220              | 280              | 220              | 220              | 220              | 170              | 130              | 70               | 2120             |
| ----------------------- | ---------------- | ---------------- | ---------------- | ---------------- | ---------------- | ---------------- | ---------------- | ---------------- | ---------------- | ---------------- | ---------------- | ---------------- | ---------------- |
| Джерело: Weatherbase    |                  |                  |                  |                  |                  |                  |                  |                  |                  |                  |                  |                  |                  |